# Şahbuz
Şahbuz (ryska: Шахбуз) är en kommunhuvudort i Azerbajdzjan.   Den ligger i distriktet Nachitjevan, i den sydvästra delen av landet, 400 km väster om huvudstaden Baku. Şahbuz ligger 1 196 meter över havet och antalet invånare är 2 674.
Terrängen runt Şahbuz är huvudsakligen kuperad. Şahbuz ligger nere i en dal. Närmaste större samhälle är Cahri, 15,1 km väster om Şahbuz. 
Trakten runt Şahbuz består i huvudsak av gräsmarker. Runt Şahbuz är det ganska glesbefolkat, med 27 invånare per kvadratkilometer.